# Alexander Knorr (Unternehmer)

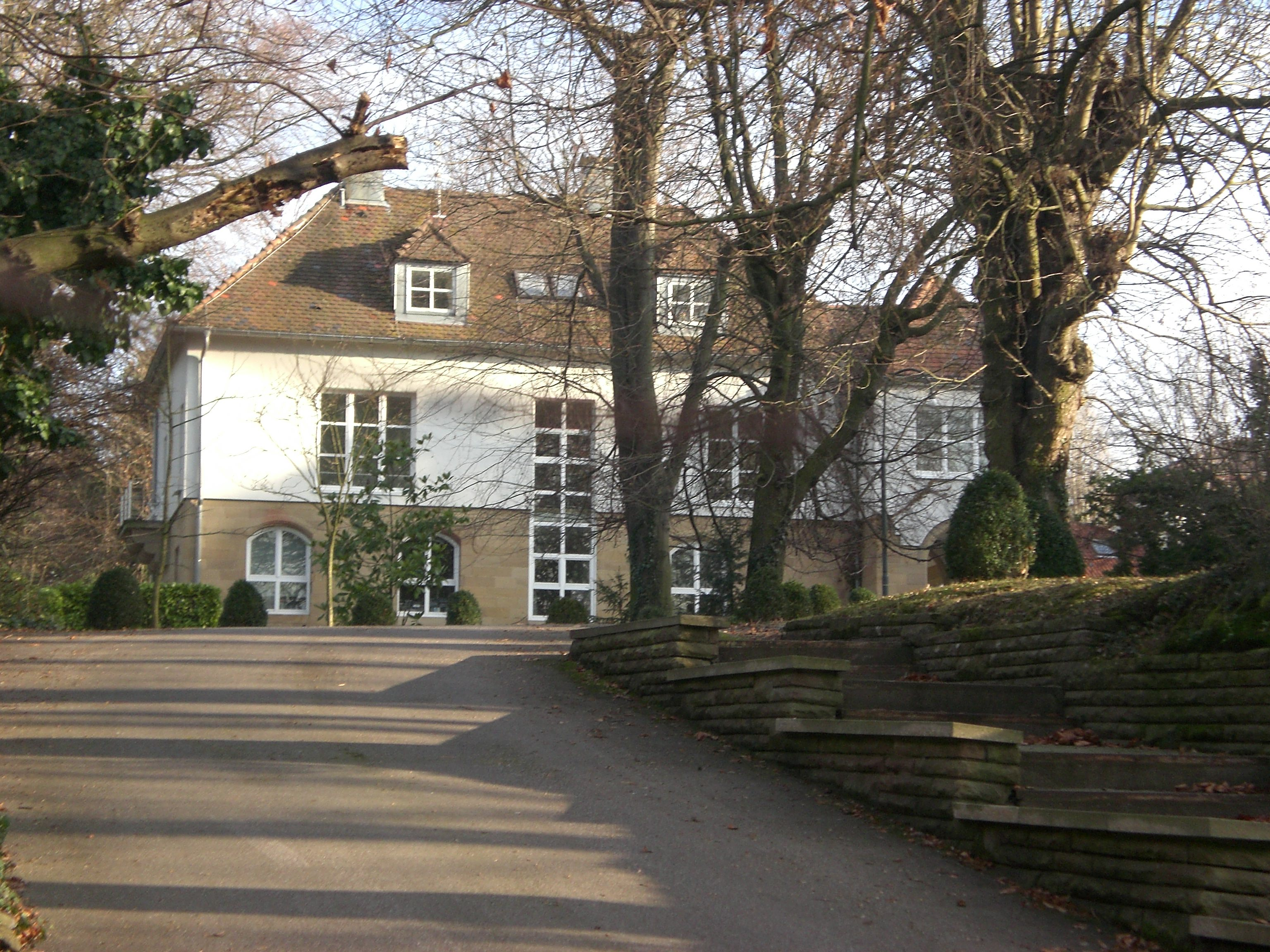
Gutenbergstr. 39/1 in Heilbronn

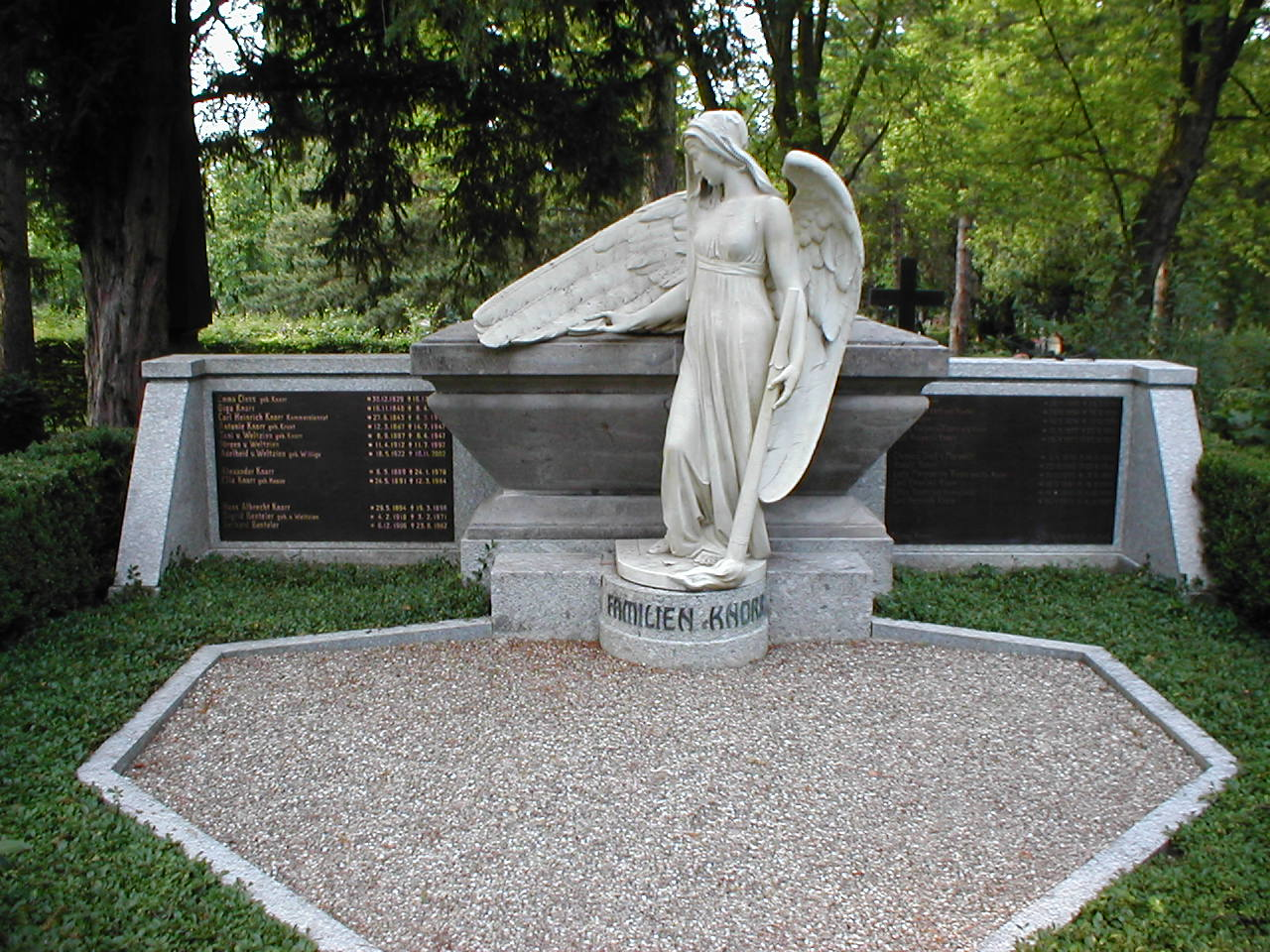
Grabmal der Industriellen-Familie Knorr in Heilbronn

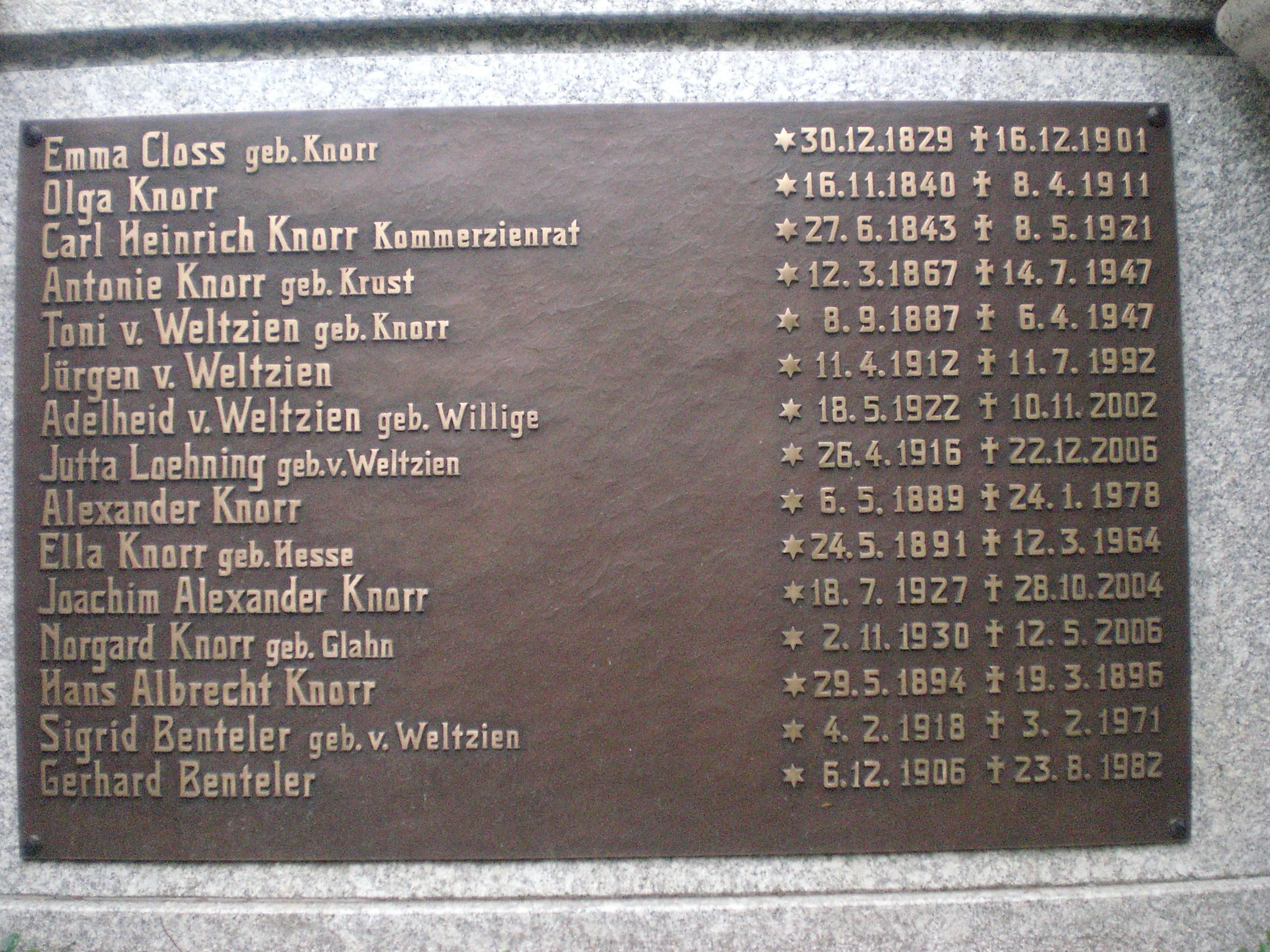
Familiengrab Knorr (linke Tafel)

Alexander Walter Eduard Knorr (* 6. Mai 1889 in Heilbronn; † 24. Januar 1978) war ein deutscher Unternehmer, der das Nahrungsmittelunternehmen Knorr leitete.

## Biografie
Alexander Knorrs Vater war Kommerzienrat Carl Heinrich Eduard Knorr (* 27. Juni 1843 in Heilbronn; † 8. Mai 1921 in Heilbronn), seine Mutter war dessen zweite Frau Antonie Clementine Krust (* 12. März 1867 in Heilbronn; † 14. Juli 1947 in Bad Tölz). Aus dieser Ehe gingen außerdem noch zwei weitere Kinder hervor: Toni Knorr (1887–1947), die Lothar von Weltzien heiratete, sowie Hans Albrecht Knorr (1894–1896).
Alexander Knorr absolvierte eine kaufmännische Lehre bei den Unternehmen Georg Schepeler in Frankfurt am Main und bei der Kolonialwarengroßhandlung Friedrich Obenauer GmbH in Saarbrücken. Nach seinem Militärdienst war er zur weiteren Ausbildung in Antwerpen, Bordeaux und London. Nachdem er viereinhalb Jahre Kriegsdienst an der Westfront geleistet hatte, trat er am 2. Januar 1919 in das väterliche Nahrungsmittelunternehmen in Heilbronn ein. Am 1. Juli des gleichen Jahres wurde er zum Prokuristen ernannt, im August wechselte er in das österreichische Werk nach Wels, um den erkrankten Geschäftsführer zu vertreten. Ende Januar 1920 wechselte er zurück nach Heilbronn. 1923 wurde er stellvertretendes, 1929 ordentliches Mitglied des Vorstandes, dem er insgesamt 35 Jahre angehörte. Im März 1940 wehrte Alexander Knorr zusammen mit dem Aufsichtsratsvorsitzenden Gustav Pielenz (1862–1944) die Forderung des NSDAP-Kreisleiters Richard Drauz auf einen Posten im Aufsichtsrat von Knorr ab, was dieser mit Schmähbriefen beantwortete. In den Jahren nach 1945 leistete Alexander Knorr einen maßgeblichen Beitrag zum Wiederaufbau des Unternehmens. Als 1958/59 Maizena, Tochter des amerikanischen CPC-Konzerns, Mehrheitsaktionär wurde und die Umwandlung der C. H. Knorr AG in eine GmbH durchsetzte, schied 1958 mit Alexander Knorr der letzte Knorr aus dem Vorstand des Unternehmens aus. In den Jahren 1958 und 1959 gehörte er noch dem Aufsichtsrat an. Anschließend verfasste er die im März 1965 abgeschlossene vierbändige Knorr-Chronik, in der die Unternehmensgeschichte von der Gründung im Jahr 1838 bis zur Übernahme durch Maizena im Jahr 1959 dargestellt ist.
Alexander Knorr war mit Ella Knorr, geb. Hesse (* 24. Mai 1891; † 12. März 1964) verheiratet. Die beiden hatten einen Sohn, Joachim Alexander Knorr (* 18. Juli 1927; † 28. Oktober 2004), und eine Tochter, Alix Knorr (1921–1949).
Alexander Knorr bewohnte das Haus in der Gutenbergstraße 39/1, das zunächst die Autogarage der väterlichen Villa Carl Knorr war und später zu einem stattlichen Einfamilienhaus ausgebaut wurde. Er starb am 24. Januar 1978 und wurde im Familiengrab auf dem Heilbronner Hauptfriedhof beigesetzt.